# Comuna Zakotne, Novopskov
Zakotne (în ucraineană Закотне) este o comună în raionul Novopskov, regiunea Luhansk, Ucraina, formată din satele Lîsohorivka și Zakotne (reședința).

## Demografie
Componența lingvistică a comunei Zakotne
     Ucraineană (96,8%)
     Rusă (2,96%)
     Alte limbi (0,18%)
Conform recensământului din 2001, majoritatea populației comunei Zakotne era vorbitoare de ucraineană (96,8%), existând în minoritate și vorbitori de rusă (2,96%).